# 瀬戸山兼斌

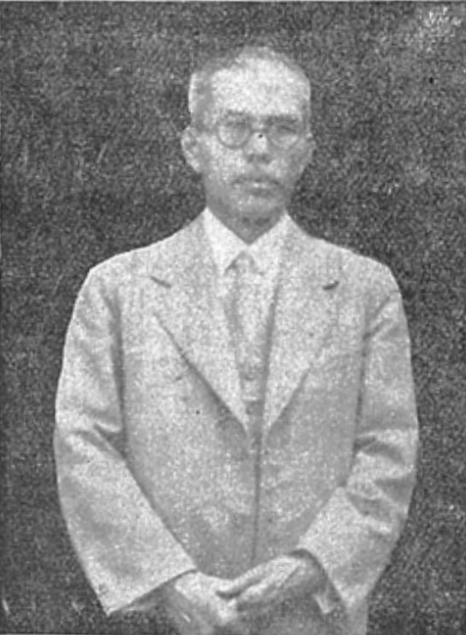
瀬戸山兼斌

瀬戸山 兼斌（せとやま けんびん、1885年（明治18年）4月29日 - 没年不明）は、明治時代後期から昭和時代前期の台湾総督府官僚。旧姓は加藤。

## 経歴・人物
加藤里志の三男として鹿児島県大島郡東方村（現・瀬戸内町古仁屋）に生まれ、瀬戸山瀬助の養子となる。1904年（明治37年）大島郡古仁屋村外12箇村立戸長役場に奉職し、学務係および衛生係主任を務めたのち、1905年（明治38年）渡台し、澎湖庁雇として通信事務員となり、1910年（明治43年）2月、府通信手に進んだ。
ついで基隆郵便局勤務に転じ、府属秘書課勤務、台北州勤務、台北州海山郡守、高雄州旗山郡守、新竹州中壢郡守を歴任し、1932年（昭和7年）3月、退官する。1935年（昭和10年）11月、台北市会議員選挙に当選し、1939年（昭和14年）11月に再選した。ほか、台湾法制研究会長を務めた。